# معسكر سيليبيتشي
معسكر سيليبيتشي كان عبارة عن معسكر اعتقال تديره قوات البوشناق وكروات البوسنة والهرسك المشتركة خلال حرب البوسنة والهرسك حيث تم اعتقال السجناء الصرب وتعرضهم للقتل والضرب والتعذيب والاعتداءات الجنسية وغيرها من المعاملة القاسية واللاإنسانية. تم استخدام المنشأة من قبل عدة وحدات من وزارة الداخلية البوسنية ومجلس الدفاع الكرواتي ولاحقا قوات الدفاع الإقليمية البوسنية. كانت تقع في سيليبيتشي قرية في وسط بلدية كونييتش البوسنية.
كان المعسكر يعمل من أبريل إلى ديسمبر 1992 وكان هناك ما يقرب من 400-700 صربي محتجزين هناك أثناء وجوده. وكان معظم المعتقلين الصرب من المدنيين الذين قُبض عليهم خلال عمليات عسكرية كانت تهدف إلى فتح الطرق المؤدية إلى سراييفو وموستار في مايو 1992 والتي كانت قد أغلقتها القوات الصربية في وقت سابق. وتعرض بعض السجناء لإطلاق النار أو الطعن والقتل أو الضرب حتى الموت. يُعتقد أن ما يصل إلى 30 سجين ماتوا أثناء وجودهم في الأسر.
في 21 مارس 1996 وجهت المحكمة الجنائية الدولية ليوغوسلافيا السابقة لائحة اتهام إلى نائب قائد المعسكر حازم ديليتش والحارس أسعد لانداو والقائد زدرافكو موسيتش وزينيل ديلاليتش لدورهم في الجرائم المرتكبة في المعسكر. بعد المحاكمة أدين ديليتش ولاندو وموسيتش بارتكاب انتهاكات لأعراف الحرب والانتهاكات الجسيمة لاتفاقيات جنيف فيما يتعلق بقتل وتعذيب ومعاملة قاسية للسجناء حيث حُكم على كل منهم بالسجن 20 سنة و 15 سنة و 7 سنوات. على التوالى. تمت تبرئة ديلاليتش.

## الخلفية
مع اندلاع الحرب في البوسنة والهرسك كانت بلدية كونييتش ذات أهمية تاريخية واستراتيجية. وهي تقع في وسط المناطق التي اعتبر كل من الصرب والكروات أنها تقع ضمن دائرة نفوذهم حيث يطالب الكروات بكامل منطقة الهرسك والصرب مهتمين بشكل أساسي بشرق وادي نيريتفا. مر خط سكة حديد رئيسي وطريق سريع عبر كونييتش باتجاه سراييفو. كما توجد عدة منشآت عسكرية مهمة في كونييتش بما في ذلك مصنع للأسلحة والذخيرة وثكنات جيش يوغوسلافيا الشعبي وموقع قيادة احتياطي ومركز اتصالات وثكنات ومستودعات سيليبيتشي.
في مارس 1992 اتخذ الأعضاء السياسيون الصرب في بلدية كونييتش قرار بشأن الأراضي الصربية على الرغم من أن الصرب لا يشكلون غالبية سكان كونييتش ولا يشكلون جزء من «مناطق الحكم الذاتي الصربية» المعلنة في 21 نوفمبر 1991. ويقال إن الحزب الديمقراطي الصربي اعترف بذلك على أساس عدد ممثلي الصرب في الجمعية البلدية. كان الحزب الديمقراطي الصربي بالتعاون مع جيش يوغوسلافيا الشعبي نشط أيضا في تسليح السكان الصرب في البلدية وفي تدريب الوحدات شبه العسكرية والميليشيات.
كما ادعى الاتحاد الديمقراطي الكرواتي أن كونييتش جزء من «الجمهورية الكرواتية في البوسنة والهرسك» على الرغم من حقيقة أن الكروات لا يشكلون غالبية السكان هناك أيضا. لذلك تم إنشاء وحدات مجلس الدفاع الكرواتي وتسليحها في البلدية بحلول أبريل 1992.
بعد الاعتراف بالبوسنة والهرسك كدولة مستقلة اجتمع المجلس البلدي في كونييتش للمرة الأخيرة في 17 أبريل 1992. واتخذت قرارات الدفاع عن البلدية وتم حشد قوة الدفاع الإقليمية. انسحب ممثلو الحزب الديمقراطي الصربي وتوقف التجمع عن العمل.
بين 20 أبريل وأوائل مايو 1992 سيطرت القوات الحكومية البوسنية على معظم الأصول الاستراتيجية للبلدية وبعض الأسلحة. ومع ذلك سيطرت القوات الصربية على نقاط الوصول الرئيسية إلى البلدية وعزلتها فعليا عن سراييفو وموستار. في أبريل كانت السلطات المحلية في كونييتش قد نظمت بالفعل قواتها وفقا لأنظمة الدفاع القائمة. بدأت القوات المسلمة والكرواتية في الوصول إلى مدينة كونييتش من القرى المجاورة بينما انتقل السكان الصرب إلى القرى التي يسيطر عليها الصرب.
في 4 مايو 1992 سقطت القذائف الأولى في كونييتش ويُعتقد أن جيش يوغوسلافيا الشعبي والقوات الصربية الأخرى أطلقتها من منحدرات بوراسنيكا وكيسيرا بالقرب من الجبال. وقد ألحق هذا القصف أضرار جسيمة وأسفر عن خسائر في الأرواح واستمر حتى توقيع اتفاقيات دايتون.
أصبح إغلاق الطرق المؤدية إلى سراييفو وموستار أولوية واضحة لسلطات كونييتش. وقد تطلب ذلك نزع سلاح القوات الصربية التي تحتجز قريتي برادينا ودوني سيلو المجاورتين وكذلك تلك الموجودة في بورسي ونقاط إستراتيجية أخرى.
حاولت السلطات التفاوض مع الممثل الرئيسي للشعب الصربي الحزب الديمقراطي الصربي لكن هذه المفاوضات الواضحة باءت بالفشل. بعد ذلك شنت قوات الدفاع كونييتش التي شملت مجلس الدفاع الكرواتي ووزارة الداخلية بالإضافة إلى القوات الإقليمية حملة عسكرية. في ذلك الوقت كان لدى القوات الإقليمية ومجلس الدفاع الكرواتي مصلحة مشتركة في الاتحاد ضد الصرب وبالتالي تعاونوا.

## العمليات العسكرية البوسنية والكرواتية المشتركة
كانت المنطقة الأولى التي تم استهدافها هي قرية دوني سيلو حيث دخلت في 20 مايو 1992 القوات الإقليمية ومجلس الدفاع الكرواتي. ثم تحرك الجنود المسلمون والكروات عبر فينيشتي باتجاه قريتي تشيريتشي وبييلوفتشينا. تشيريتشي كانت أول قرية تتعرض للقصف وتم مهاجمتها حوالي 22 مايو واستسلم بعض سكانها. كما تعرضت قرية بيلوفسينا للهجوم في ذلك الوقت تقريبا. قُبض على بعض الأشخاص في قرية فينيشت حوالي 23 مايو.
تعرضت قرية برادينا المأهولة بالسكان الصرب للقصف في وقت متأخر من بعد ظهر ومساء يوم 25 مايو ثم ظهر جنود يرتدون الزي المموه والأسود وأطلقوا النار من أسلحتهم وأشعلوا النار في المباني. قُتل ما لا يقل عن 43 أو 48 مدني صربي في مذبحة برادينا وأحرقت القرية بالكامل. سعى العديد من السكان للفرار وانسحب البعض إلى وسط القرية. ومع ذلك تم اعتقالهم في أوقات مختلفة حوالي 27 و 28 مايو من قبل جنود القوات الإقليمية ومجلس الدفاع الكرواتي ووزارة الداخلية والشرطة. أسفرت هذه العمليات عن اعتقال العديد من السكان الصرب مما استلزم وجود منشأة يمكن احتجازهم فيها.

## المعسكر

### التأسيس

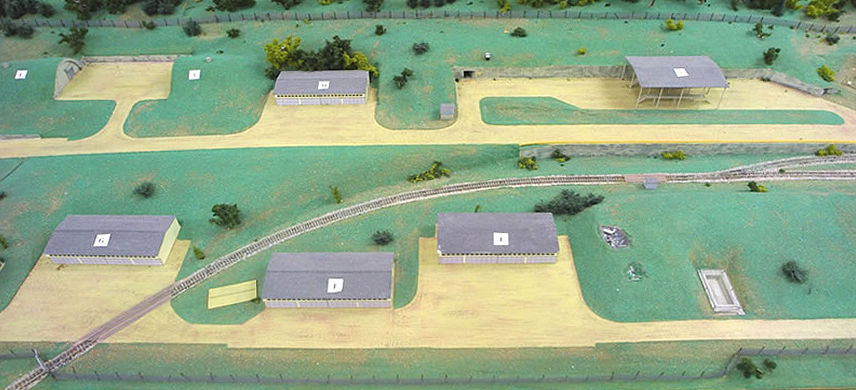
نموذج لمعسكر سيليبيتشي بالقرب من كونييتش في البوسنة والهرسك. قدمت كدليل في قضية موتشيتش. (الصورة مقدمة من المحكمة الجنائية الدولية ليوغوسلافيا السابقة)

يبدو أن مجمع جي إن إيه السابق لجيش يوغوسلافيا الشعبي قد تم اختياره بدافع الضرورة لأن المرافق المناسبة لاحتجاز السجناء في كونييتش كانت ضئيلة للغاية. كان المجمع عبارة عن مجمع كبير نسبيا من المباني يغطي مساحة تبلغ حوالي 50000 متر مربع ويمر في المنتصف خط سكة حديد. كان جيش يوغوسلافيا الشعبي يستخدمه لتخزين الوقود ولذلك كان لديه أنفاق وخزانات تحت الأرض بالإضافة إلى حظائر مختلفة ومباني متنوعة. تم استخدام جزء صغير فقط من المعسكر في الواقع لاحتجاز السجناء. عند المدخل تم وضع مبنى استقبال صغير بجوار مبنى إداري أكبر أشارت إليه المحكمة الجنائية الدولية ليوغوسلافيا السابقة باسم «المبنى أ» و «المبنى ب» على التوالي. ويقع في الجهة المقابلة مبنى يحتوي على مضخات مياه يشار إليها بالمبنى 22. إلى الشمال الشرقي كان هناك نفق يبلغ عرضه 1.5 متر وارتفاعه 2.5 متر وسمته المحكمة الجنائية الدولية ليوغوسلافيا السابقة باسم «نفق 9». امتد حوالي 30 متر إلى أسفل إلى الأرض وقاد بعد باب حديدي إلى محطة قياس وتوزيع الوقود. على الجانب الآخر من المعسكر بجانب المباني الأخرى كان هناك مبنى معدني كبير بطول 30 متر وعرض 13 متر ويشار إليه باسم «الهنجر 6».
تم تشغيل المعسكر من أبريل 1992 إلى ديسمبر 1992.
العدد الإجمالي للسجناء المحتجزين في المعسكر غير معروف ولكن التقديرات تتراوح من 400 على الأقل إلى ما يصل إلى 700.

### النزلاء
غالبية السجناء الذين تم اعتقالهم كانوا من الرجال الذين تم أسرهم أثناء وبعد العمليات العسكرية في برادينا ودوني سيلو والمناطق المحيطة بهما. كان العديد من الرجال الذين تم اعتقالهم من كبار السن أو العاجزين. تم إيواء النساء المحتجزات في المعسكر بشكل منفصل أولا في المبنى أ ثم المبنى ب. وكان معظم السجناء من المدنيين.
تم القبض على معظم المعتقلين في الفترة ما بين 22-27 مايو 1992 ونُقلوا إلى المعسكر من مواقع وقرى مختلفة. قُبض على مجموعة كبيرة من الأشخاص من برادينا في 27 مايو وأُجبروا على السير في طابور ثم فتشوا وضربوا من قبل خاطفيهم قبل تحميلهم في شاحنات ونقلهم إلى المعسكر. هؤلاء المحتجزون في برادينا الذين يتراوح عددهم بين 70 و 80 نُقلوا إلى الهنجر 6 ويبدو أنهم كانوا المجموعة الأولى المتمركزة هناك. شهد العديد من الشهود الذين نُقلوا إلى المعسكر أنه عند وصولهم أُجبروا على الوقوف في صف مقابل جدار حيث تم تفتيشهم أو إجبارهم على تسليم الأشياء الثمينة. قال العديد منهم إنهم تعرضوا للضرب المبرح على أيدي الجنود أو الحراس. تم إيواء معتقلين آخرين في المبنى 22 الذي كان مكتظ بالناس ثم نُقلوا لاحقا إلى الهنجر 6. وقضى بعضهم وقت طويل في النفق.
تم تشكيل لجنة تحقيق عسكرية بهدف تحديد مسؤولية هؤلاء الأشخاص عن أي تورط عسكري أو جرائم. ومع ذلك فقد اتضح خلال المحاكمة أن اللجنة قد تم إنشاؤها كواجهة لمنح معسكر سيليبتشي بعض مظاهر الشرعية. استمرت لمدة شهر فقط. أصيب أعضاء اللجنة بالرعب الشديد من الظروف التي يعيشها المعتقلون والإصابات التي لحقت بهم وحالة الرعب السائدة في المعسكر لدرجة أنهم استقالوا بشكل جماعي. ومع ذلك قابلت اللجنة العديد من سجناء سيليبيتشي وأخذت أقوالهم بالإضافة إلى تحليل الوثائق الأخرى التي تم جمعها لتحديد ما إذا كان لهم دور في القتال ضد سلطات كونييتش. ونتيجة لذلك تم تصنيف السجناء في فئات مختلفة ووضعت اللجنة تقرير أوصت فيه بالإفراج عن بعض الأشخاص. تم بعد ذلك نقل بعض الأفراد الذين تم وضعهم في الفئات الدنيا إلى صالة المصلى الرياضية. وتم تبادل البعض الآخر بعضها تحت رعاية الصليب الأحمر الدولي الذي زار المخيم في أغسطس.

### الأوضاع والعلاج
منذ إنشاء المعسكر وحتى إغلاقه تعرض المعتقلون للقتل والضرب والتعذيب والاعتداءات الجنسية وغيرها من المعاملة القاسية واللاإنسانية.
تم استخدام النفق 9 لاحتجاز العديد من المعتقلين وكان يضم ما لا يقل عن 80 شخص في وقت واحد ونظرا لصغر حجمه كان مزدحم للغاية. ونادرا ما كان السجناء يستحمون وينامون على أرضيات خرسانية بدون بطانيات واضطر الكثير منهم إلى قضاء حاجتهم على الأرض. وصف سجين سابق في المعسكر محنته مع آخرين داخل النفق لوكالة الأنباء المستقلة «ملخص أخبار الطقس» ومقرها بلغراد:
تم حجز عدد كبير من السجناء في الهنجر 6 و240 على الأقل في وقت واحد. لقد خصصوا أماكن على الأرض حيث كان عليهم أن يظلوا جالسين مرتبة في صفوف. نظرا لأن المبنى كان مصنوع من المعدن فقد أصبح الجو ساخن نهارا ولم يُسمح للسجناء بمغادرة أماكنهم إلا في مجموعات صغيرة عند الطلب لاستخدام المراحيض التي تتكون من حفرة خارجية.
قام الجنود والحراس بضرب السجناء بالهراوات وأعقاب البنادق والألواح الخشبية والمجارف وقطع الأسلاك. وكان يتم استدعاء السجناء للخروج من الهنجر يوميا لتعرضهم للضرب. وشهد بعض السجناء على غمر أشلاء أجسادهم بالبنزين قبل إشعال النار فيها كشكل من أشكال التعذيب. كما استُخدمت الزردية والحمض والصعق بالصدمات الكهربائية والكماشة الساخنة لتعذيب السجناء.
ويقول المحققون إنه بين مايو وأغسطس مات حوالي 30 سجين من شدة الضرب «الوحشي» وقُتل عدد آخر إما بالرصاص أو بالطعن حتى الموت. وكان العديد من هؤلاء الضحايا من كبار السن. وفي الوقت نفسه تعرضت النساء القلائل في المعسكر اللائي تم فصلهن عن الرجال للاغتصاب بشكل متكرر.

## محاكمة المحكمة الجنائية الدولية ليوغوسلافيا السابقة

### لائحة الاتهام
في 21 مارس 1996 أدانت المحكمة الجنائية الدولية ليوغوسلافيا السابقة حازم ديليتش وأسعد لانداو وزدرافكو موسيتش وزينيل ديلاليتش لدورهم في الجرائم المرتكبة ضد الصرب في المعسكر. كان ديليتش نائب قائد معسكر سيليبتشي من مايو 1992 إلى نوفمبر 1992. بعد ذلك كان القائد حتى إغلاق المعسكر في ديسمبر 1992 بعد رحيل زدرافكو موسيتش. كان لانداو المعروف أيضا باسم «زينغا» حارس في المعسكر من مايو 1992 إلى ديسمبر 1992. وكان موسيتش قائد المعسكر من مايو 1992 إلى ديسمبر 1992. نسق ديلاليتش القوات البوسنية المسلمة والكروات البوسنية في منطقة كونييتش تقريبا من أبريل 1992 إلى سبتمبر 1992 ثم قاد المجموعة التكتيكية الأولى للجيش البوسني حتى نوفمبر 1992. كانت هذه أول لائحة اتهام للمحكمة الجنائية الدولية ليوغوسلافيا السابقة لمرتكبي جرائم ضد صرب البوسنة والهرسك خلال الحرب.
اتُهم ديليتش وموسيتش وديلاليتش بالتقاعس عن اتخاذ التدابير اللازمة والمعقولة لمنع أو معاقبة من أساءوا معاملة المحتجزين من مناصبهم العليا في السلطة. لاحظت المحكمة الجنائية الدولية ليوغوسلافيا السابقة مقتل 14 محتجز على الأقل وسبع أعمال تعذيب محددة. بالإضافة إلى ذلك في قضية ديليتش اتُهم أيضا بالتورط المباشر في أربع جرائم قتل وخمس أعمال تعذيب محددة بما في ذلك حالتا اغتصاب وحالة واحدة بالتسبب في معاناة شديدة أو إصابة خطيرة. اتُهم لانداو بالمسؤولية الفردية عن مشاركته المباشرة في خمس جرائم قتل وأربع أعمال تعذيب محددة وحالة واحدة تسببت في معاناة شديدة وإصابات خطيرة. وقد اتُهم الأربعة بارتكاب انتهاكات جسيمة لاتفاقيات جنيف وانتهاكات لقوانين وأعراف الحرب.

### الإجراءات
قدم ديليتش وموسيتش المثول أمام المحكمة لأول مرة في 11 أبريل 1996 وديلاليتش في 9 مايو 1996 ولاندزو في 18 يونيو 1996. ودفع الجميع ببراءتهم. ووصفت الصحفية الأمريكية إليزابيث نيوفر التي غطت المحاكمة ازدراء المتهم للمحكمة وعدم الجدية. وأشارت إلى أن "ديليتش ولاندزو وموسيتش وديالاليتش... ضحكوا وابتسموا وراحوا في طريقهم خلال المحاكمة مثل الأولاد في قاعة احتجاز ثانوية" وكيف أن ديليتش هدد محامي الدفاع وأدلى بملاحظات مهينة بصوت عال حول الشهود". خلال الشهادات لوحظ أن ديليتش كان يبدو غير مهتم ويمضغ العلكة.
من جانبه ادعى لانداو أنه ارتكب الجرائم لأنه أراد أن يكون «جندي مثالي» وأن يطيع الأوامر الصادرة من رؤساء المعسكر (ديليتش وموتشيتش) دون أدنى شك. وقبيل انتهاء المحاكمة اعترف بقتل اثنين من المتهمين بالإضافة إلى بعض تهم التعذيب لكنه أضاف أنه «لا يتذكر» بقية الجرائم. واعترف من بين أمور أخرى بحرق المعتقلين على أذرعهم أو أرجلهم وإرغام شقيقين على أداء اللسان على بعضهما البعض قبل ربط فتيل الاحتراق البطيء بأعضائهم التناسلية وإشعال النار فيها. صدمت اعترافاته محامي المتهمين الثلاثة الآخرين. خلال المحاكمة أدلى خمسة أطباء نفسانيين بشهاداتهم حول حالة لانداو العقلية عندما ارتكب الجرائم. باستثناء خبير المدعي العام شهد الجميع أن لاندو كان يعاني من بعض الاضطرابات العقلية لكن كل منهم اختلف في تشخيصات محددة - من الفصام إلى غير المستقر والمحروم. استخدم فريق دفاعه هذا للدفاع عن «نقص أو نقص المسؤولية العقلية».

### الإدانة والحكم
في 16 نوفمبر 1998 أصدرت المحكمة الجنائية الدولية ليوغوسلافيا السابقة حكمها في قضية سيليبيتشي ووجدت أن ديليتش ولاندو وموسيتش مذنبون لكنها برأت ديلاليتش من جميع التهم الموجهة إليه. تم العثور على الثلاثة مذنبين في:
- انتهاكات قوانين وأعراف الحرب (المادة 3 من النظام الأساسي للمحكمة الجنائية الدولية ليوغوسلافيا السابقة): القتل العمد والمعاملة القاسية والتعذيب والنهب.
- الانتهاكات الجسيمة لاتفاقيات جنيف لعام 1949 (المادة 2 من النظام الأساسي للمحكمة الجنائية الدولية ليوغوسلافيا السابقة): القتل العمد والتعذيب والتسبب عمدا في معاناة شديدة أو إلحاق إصابات بدنية خطيرة ومعاملة غير إنسانية.

تم العثور على ديليتش مذنب بجزء من التهم وحكم عليه بالسجن لمدة 20 عام على أساس المسؤولية الفردية والتفوق الهرمي.
تبين أنه ضرب أحد المحتجزين على مدار عدة أيام مما أدى إلى وفاته. قام بضرب أحد المعتقلين بعدد من الأشياء بما في ذلك المجارف والأسلاك الكهربائية. ووضع قيود شديدة على كمية المياه التي يمكن أن يشربها المعتقلون رغم عدم وجود نقص في المياه المتاحة. كما قام باغتصاب سيدتين بعنف في المعسكر.
أُدين لانداو في 17 تهمة وحكم عليه بالسجن 15 عام على أساس مسؤوليته الفردية.
تبين أنه ضرب رجل مسن وقام بتثبيت شارة الحزب الديمقراطي الصربي على جبهته مما أدى إلى وفاته متأثرا بجراحه. قام بإغلاق زوج من الكماشة الساخنة على لسان المحتجز وحرق شفتيه وفمه ولسانه ثم استخدم الكماشة لحرق آذان المحتجز. قطع الإمداد الجوي لسجين باستخدام قناع الغاز وأحرق يديه ورجليه وفخذيه بسكين ساخن. كما أنه أجبر سجين على أداء تمرين الضغط أثناء ركله وضربه بمضرب بيسبول.
تم العثور على موتشيتش مذنب في 11 تهمة وحكم عليه بالسجن 7 سنوات على أساس مسؤوليته الفردية وكرئيس هرمي.
تبين أنه شارك في الحفاظ على الظروف اللاإنسانية للمعتقلين. بصفته قائد المعسكر كان مسؤول عن خلق جو من الرعب الذي ساد حيث يعيش المعتقلون في حالة كرب دائم وخوف من التعرض للإيذاء الجسدي. وتحت إمرته تعرض ثمانية محتجزين للضرب حتى الموت.
في حالة زينيل دلاليتش تبين أنه لم يكن لديه ما يكفي من القيادة والسيطرة على معسكر السجن والحراس الذين عملوا هناك لتحمل المسؤولية الجنائية عن أفعالهم.
كانت المحاكمة هي الأولى لارتكاب انتهاكات جماعية للقانون الدولي منذ الحرب العالمية الثانية. وجدت المحكمة الجنائية الدولية ليوغوسلافيا السابقة أنه يمكن تحميل الرئيس المسؤولية الجنائية لفشله في منع الجرائم من قبل المرؤوسين سواء كان هذا المنصب قانونيا أو عمليا وسواء كان الرئيس مدني أو قائد عسكري.
خلق الحكم سابقة من خلال تعريف «الظروف اللاإنسانية» في معسكر الاعتقال ودعم بند في اتفاقية جنيف لعام 1949 يحظر «العنف ضد الحياة والأشخاص ولا سيما القتل بجميع أنواعه والتشويه والمعاملة القاسية والتعذيب». عند التوصل إلى قرارها أصدرت المحكمة الجنائية الدولية الخاصة بيوغوسلافيا السابقة أيضا حكم تاريخي من خلال وصف الاغتصاب بأنه شكل من أشكال التعذيب وهو أول حكم من هذا القبيل تصدره محكمة جنائية دولية.

### الاستئناف والإفراج
في 20 فبراير 2001 ألغى قضاة الاستئناف التهم المتعلقة بانتهاك قوانين وأعراف الحرب للمدانين الثلاثة وحكموا بأنه لا يمكن الحكم على جريمة واحدة في مادتين منفصلتين. كما تم إرسال الحكم الأصلي للمراجعة. في 9 أكتوبر 2001 تم تخفيض عقوبة ديليتش إلى 18 عام بينما تم تأييد الحكم الأصلي على لانداو وتم تمديد عقوبة موسيتش من 7 إلى 9 سنوات. وأيدت الأحكام الصادرة بحقهم في 8 أبريل 2003 بعد الاستئناف. تم الإفراج المبكر عن موسيتش في 18 يوليو 2003. في 10 يوليو 2003 تم نقل ديليتش ولاندو إلى فنلندا لقضاء ما تبقى من عقوبتهما. في 13 أبريل 2006 مُنح لانداو الإفراج المبكر. تم منح ديليتش الإفراج المبكر في 24 يونيو 2008. وقد تم منح كلاهما الائتمان للوقت الذي قضاها منذ 2 مايو 1996.

## التطورات بعد المحكمة الجنائية الدولية ليوغوسلافيا السابقة
في عام 2012 حكمت محكمة البوسنة والهرسك على إسو ماسيتش حارس سابق في المعسكر بالسجن 15 عام بتهمة ضرب وقتل السجناء. خفض حكم من الدرجة الثانية عقوبته إلى 13 عام في 2013 وبعد الاستئناف خُففت العقوبة إلى 11 عام في 2015.
في عام 2019 تمت محاكمة أربعة عشر عضو سابق في القوات الإقليمية وفرقة استقبال كوماندوز أكربي ومجلس الدفاع الكرواتي وقوة شرطة كونييتش أمام محكمة الدولة البوسنية بتهمة القتل والاعتقال والاغتصاب والتعذيب وسوء المعاملة ضد السكان الصرب في كونييتش وكذلك حرق ممتلكاتهم والكنيسة الأرثوذكسية المحلية. كما عملوا كحراس في معسكر شليبتشي.